# Khủng hoảng tài chính 2007–08
Cuộc khủng hoảng tài chính 2007–2008 (tiếng Anh: 2007–2008 financial crisis, hay Global Economic Crisis (GEC)) là một cuộc khủng hoảng diễn ra vào các năm 2007, 2008, bao gồm sự đổ vỡ hàng loạt hệ thống ngân hàng, tình trạng đói tín dụng, tình trạng sụt giá chứng khoán và mất giá tiền tệ quy mô lớn ở Mỹ và nhiều nước châu Âu, có nguồn gốc từ khủng hoảng tài chính ở Hoa Kỳ.

## Nguyên nhân
Bong bóng bất động sản cùng với giám sát tài chính thiếu hoàn thiện ở Hoa Kỳ đã dẫn tới một cuộc khủng hoảng tài chính ở nước này từ năm 2007, bùng phát mạnh từ cuối năm 2008. Thông qua quan hệ tài chính nói riêng và kinh tế nói chung mật thiết của Hoa Kỳ với nhiều nước. Cuộc khủng hoảng từ Hoa Kỳ đã lan rộng ra nhiều nước trên thế giới, dẫn tới những đổ vỡ tài chính, suy thoái kinh tế, suy giảm tốc độ tăng trưởng kinh tế ở nhiều nước trên thế giới.
Xem thêm: Tín dụng nhà ở thứ cấp, Chứng khoán hóa, Khủng hoảng tín dụng nhà ở thứ

### Mỹ
Hoa Kỳ là điểm xuất phát và là trung tâm của cuộc khủng hoảng. Ngay khi bong bóng nhà ở vỡ cuối năm 2005, kinh tế Hoa Kỳ bắt đầu tăng trưởng chậm lại. Tuy nhiên, bong bóng vỡ đã dẫn tới các khoản vay không trả nổi của người đầu tư nhà ở đối với các tổ chức tài chính ở nước này. Giữa năm 2007, những tổ chức tài chính đầu tiên của Hoa Kỳ liên quan đến tín dụng nhà ở thứ cấp bị phá sản. Giá chứng khoán Hoa Kỳ bắt đầu giảm dần. Sự đổ vỡ tài chính lên đến cực điểm vào tháng 10 năm 2008 khi ngay cả những ngân hàng khổng lồ và lâu đời từng sống sót qua những cuộc khủng hoảng tài chính và kinh tế trước đây, như Lehman Brothers, Morgan Stanley, Citigroup, AIG, … cũng lâm nạn. Tình trạng đói tín dụng xuất hiện làm cho khu vực kinh tế thực của Hoa Kỳ cũng rơi vào tình thế khó khăn, điển hình là cuộc Khủng hoảng ngành chế tạo ô tô Hoa Kỳ 2008-2010.
Chỉ số bình quân công nghiệp Dow Jones lúc đóng cửa ngày 9 tháng 3 năm 2009 là 6.547,05, mức thấp nhất kể từ tháng 4 năm 1997. Chỉ trong vòng 6 tuần lễ, chỉ số này sụt tới 20%.

### Các nước khác

#### Hệ thống ngân hàng
Nhiều tổ chức tài chính của các nước phát triển, nhất là các nước ở châu Âu, cũng tham gia vào thị trường tín dụng nhà ở thứ cấp ở Hoa Kỳ. Chính vì vậy, bong bóng nhà ở của Hoa Kỳ bị vỡ cũng làm các tổ chức tài chính này gặp nguy hiểm tương tự như các tổ chức tài chính của Hoa Kỳ. Những nước châu Âu bị rối loạn tài chính nặng nhất là Anh, Iceland, Ireland, Bỉ và Tây Ban Nha.
Ngày 9 tháng 8 năm 2007, khi ngân hàng của Pháp BNP Paribas tuyên bố đóng băng khoản quỹ 2,2 tỷ dollar Mỹ đầu tư vào tín dụng thứ cấp, được xem là thời điểm khủng hoảng tài chính ở Mỹ lan ra toàn cầu.
Ngay từ tháng 9 năm 2007, Northern Rock của Anh bị tình trạng đột biến rút tiền gửi và hậu quả là phải chịu quốc hữu hóa. Đột biến rút tiền gửi còn làm căng thẳng các ngân hàng khác của nước này. Sang năm 2008, đến lượt Bradford & Bingley plc của Anh phải chịu chia nhỏ thành 2 công ty riêng biệt. Các ngân hàng khác phải chịu đổi chủ sở hữu bao gồm Catholic Building Society, Alliance & Leicester. London Scottish Bank và Dunfermline Building Society phải chịu sự giám sát đặc biệt của Chính phủ Anh.
Ở Iceland đã xảy ra một cuộc khủng hoảng ngân hàng trên diện rộng. Ngay quý I năm 2008, GDP của Iceland giảm 1,5%, mức giảm lớn nhất kể từ năm 1983 tới thời điểm này. Glitnir, Straumur Investment Bank, Reykjavík Savings Bank phải chịu quốc hữu hóa. Kaupthing, Landsbanki của nước này phải chịu đặt dưới sự quản lý của cơ quan giám sát tài chính quốc gia.
Đầu năm 2008, xếp hạng tín dụng của Ngân hàng Ireland bị giảm, khiến cho giá cổ phiếu của ngân hàng này sụt ghê gớm, giá cổ phiếu tại thời điểm đầu tháng 3 Năm 2008 giảm tới 99% so với giá đỉnh cao vào năm 2007. Đầu năm 2009, Anglo Irish Bank bị quốc hữu hóa. Allied Irish Banks cũng phải chịu tình trạng cổ phiếu mất giá ghê gớm và phải chấp nhận cải cách để nhận được khoản vay tái cơ cấu của Chính phủ.
Cuối năm 2008, Fortis của Bỉ bắt đầu bị bán dần, chỉ còn lại các bộ phận kinh doanh dịch vụ bảo hiểm. Dexia chịu khoản lỗ 3,3 tỷ euro và phải xin Chính phủ Bỉ cho vay để củng cố.
Ở Hà Lan, để đảm bảo hệ số an toàn vốn, ING Group đã phải xin Chính phủ Hà Lan cho vay..
Ở Đức, ngày từ đầu năm 2008, người ta phát hiện ra rằng BayernLB đã chịu những khoản lỗ lớn do tham gia vào thị trường tín dụng nhà ở thứ cấp ở Hoa Kỳ. Sau đó, ngân hàng này đã phải cầu xin sự giúp đỡ của Chính phủ Liên bang Đức.

#### Thị trường chứng khoán
Các thị trường chứng khoán lớn của thế giới ở New York, London, Paris, Frankfurt, Tokyo đều có thời điểm sụt giá lớn lịch sử.
Ở châu Âu, chỉ số FTSE 100 từ mức 4789,79 xuống còn 4699,82. Chỉ số DAX hôm 2 tháng 3 năm 2009 chỉ còn 3666,4099 điểm so với 8067,3198 hôm 27 tháng 12 năm 2007. Chỉ số CAC 40 hôm 2 tháng 3 năm 2009 cũng xuống mức thấp kỷ lục 2534,45 điểm.
Nhật Bản có một hệ thống tài chính tương đối vững vàng đã trải qua một thời kỳ tái cơ cấu sau khủng hoảng 1996-1997. Tuy nhiên, tác động tiêu cực từ khủng hoảng tài chính Hoa Kỳ vẫn khiến cho thị trường chứng khoán của nước này rối loạn. Chỉ số giá cổ phiếu bình quân Nikkei đã xuống mức thấp lịch sử vào các ngày 8 và 10 tháng 10 năm 2008.
Tại Việt Nam, trong quý 1 năm 2008, chỉ số Vn-Index giảm gần 70%, một mức sụt giảm chưa từng có trong lịch sử hơn 8 năm hoạt động, thuộc nhóm chỉ số giảm mạnh nhất trên thế giới. Hàng chục nghìn tỷ đồng vốn hóa thị trường “bốc hơi” trong năm suy giảm nghiêm trọng này. 

#### Thị trường tiền tệ
Ở Hàn Quốc tháng 9 năm 2008, won Hàn Quốc bị mất giá mạnh, có lúc tới mức 1.500 won/đô la Mỹ (xem biểu đồ dưới).

Diễn biến chỉ số Dow Jones
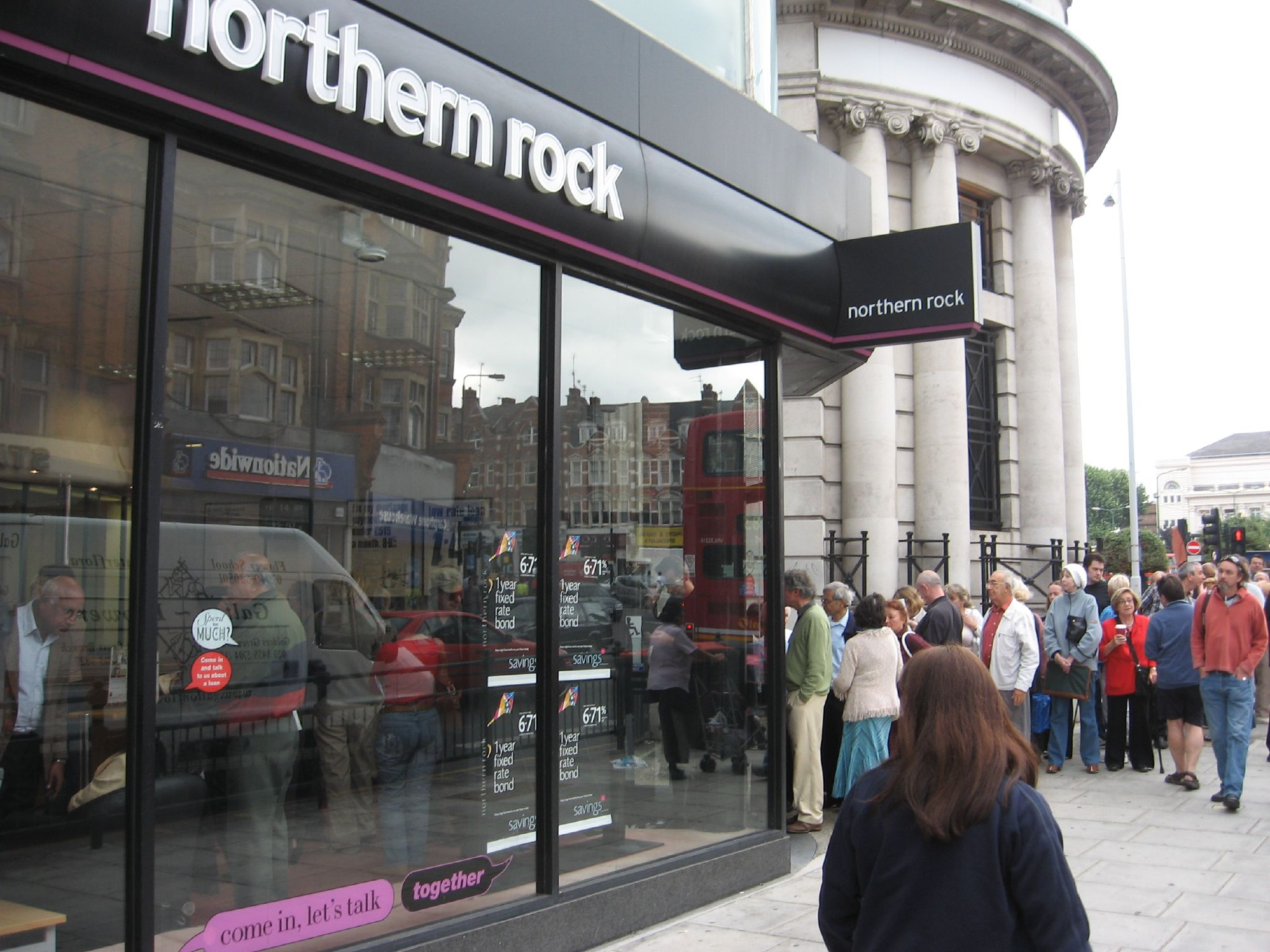
Đoàn người xếp hàng rút tiền gửi khỏi Northern Rock
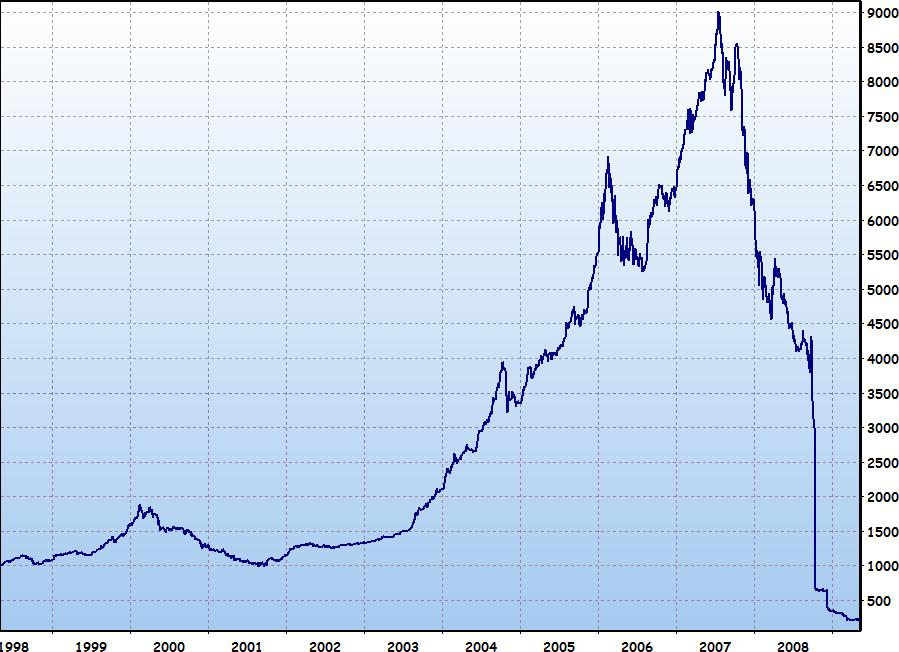
Diễn biến chỉ số OMX Iceland 15
Diễn biến chỉ số Nikkei225
Diễn biến tỷ giá KRW/USD

## Ảnh hưởng
Tình trạng tồi tệ của các tổ chức tài chính đã khiến cho tình trạng đói tín dụng xảy ra ở nhiều nước, ảnh hưởng nghiêm trọng tới khu vực sản xuất thực. Khủng hoảng tài chính toàn cầu đã dẫn tới suy thoái kinh tế ở nhiều nước.